# Linamarina
La linamarina es un glucósido cianogénico que se encuentra en las hojas y raíces de plantas como la yuca, habas y lino. Se trata de un glucósido de la cianhidrina de la acetona. Por acción de las enzimas y la flora intestinal en el ser humano, la linamarina se puede descomponer en cianuro de hidrógeno, por lo que los alimentos cuya elaboración se basa en plantas que contienen cantidades significativas de linamarina (así como de cualquier glucósido cianogénico) requieren un proceso de preparación para neutralizar las toxinas. El glucósido como tal, si es ingerido y absorbido se excreta rápidamente en la orina y no parece ser muy tóxico. El consumo de productos de yuca con bajos niveles de linamarina está muy extendida en los trópicos de tierras bajas. La ingestión de alimentos preparados a partir de raíces de yuca cuyo proceso de destoxificación es inadecuado, pueden presentarse cuadros toxicológicos por consumo, el cual es denominado como konzo en las poblaciones de África donde fue descrita por primera vez por Trolli y más tarde a través de la red de investigación iniciada por Hans Rosling.  El consumo de productos insuficientemente procesados que contienen linamarina también fue reportado como un factor de riesgo en el desarrollo de intolerancia a la glucosa y la diabetes, aunque los estudios en animales de laboratorio han sido inconsistentes en la reproducción de este efecto, y puede indicar que el efecto primario es en el agravamiento de las condiciones existentes en lugar de inducir a la diabetes por sí sola.
La generación de cianuro de linamarina suele ser enzimática y se produce cuando se expone la linamarina a la linamarasa  (EC 3.2.1.21), una enzima que normalmente se expresa en las paredes celulares de las plantas de yuca. Debido a que los derivados de cianuro son volátiles, los métodos de procesamiento que inducen a dicha exposición son comunes en los medios tradicionales de preparación de la yuca. Para su preparación en alimentos, la yuca se somete a varios procesos de escaldado, ebullición, y/o fermentación.  Ejemplos de productos alimenticios a base de yuca incluyen al garri (tostadas de tubérculos de yuca), fufu (similar a la avena para desayuno), la masa de agbelima y la harina de yuca. 
Los recientes esfuerzos de investigación han desarrollado una planta de yuca transgénica que regula la baja de producción de glucósidos cianogénicos a través de interferencia de ARN